# Hjältemodets orden

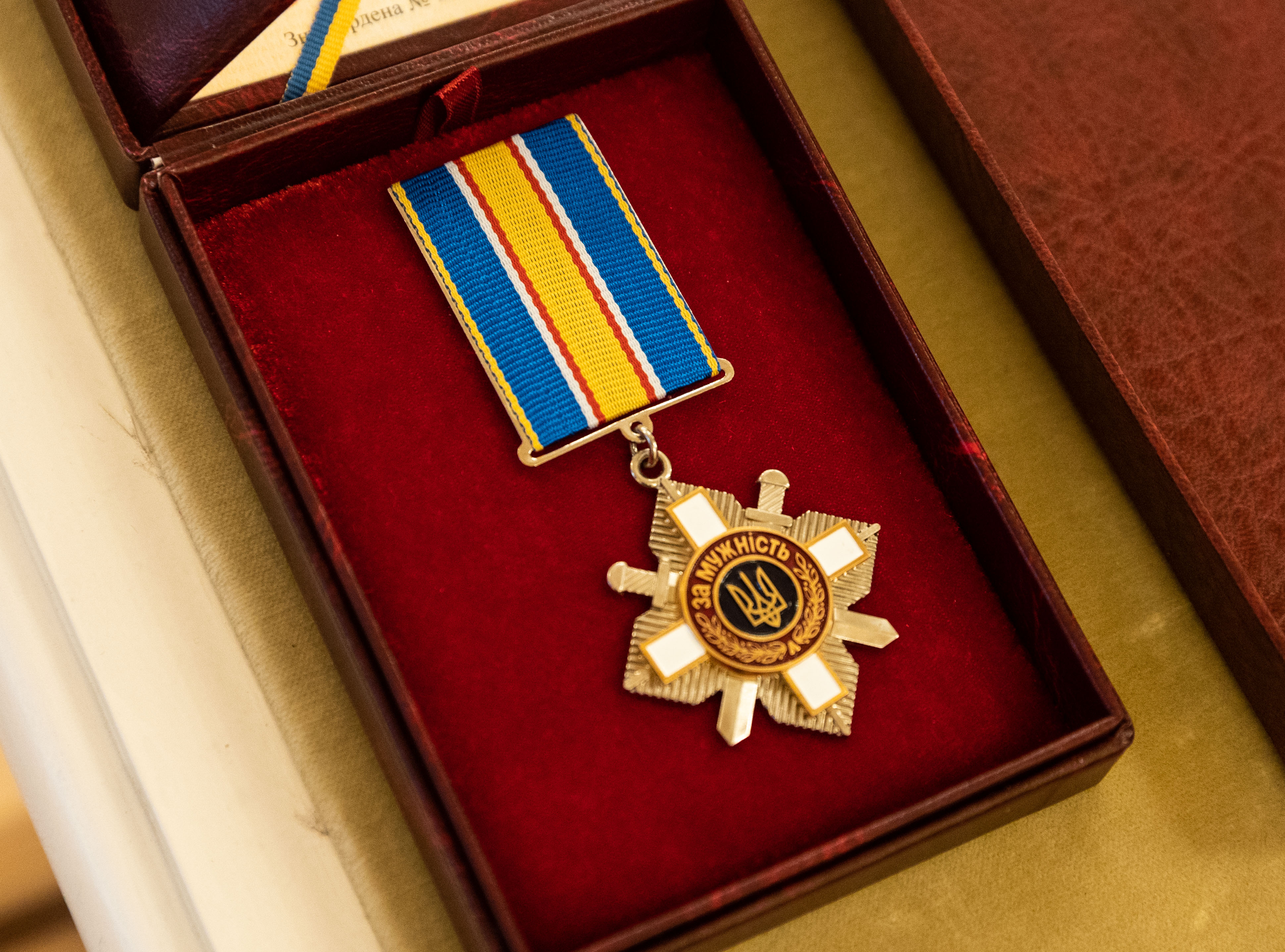
Ordens tecken

Hjältemodets orden (ukrainska: Орден «За мужність», Orden "Za muzjnist") är en ukrainsk orden som grundades av presidenten Leonid Kutjma den 26 augusti 1996. Dess insignier är designerade av konstnären Mykola Lebid. Orden ersatte medaljerna Hjältemodets stjärna och Hjältemodets kors.
Orden är indelad i tre klasser:
- I klass
- II klass
- III klass